# Федоренко, Николай Владимирович
Никола́й Влади́мирович Федоре́нко (6 декабря 1907 — 23 декабря 1994) — военный лётчик, участник боёв на Халхин-Голе и Великой Отечественной войны, главный штурман 3-го бомбардировочного авиационного корпуса, полковник. Герой Советского Союза (медаль «Золотая Звезда» № 8997).

## Биография
Родился 23 ноября 1907 года в селе Заводовка ныне Березовского района Одесской области. Украинец. Член ВКП(б)/КПСС с 1931 года. Окончил сельскую школу, работал садоводом в колхозе.
В Красной Армии с 1929 года. В 1931 году окончил Оренбургскую военную авиационную школу лётчиков, в 1938 году — курсы инструкторов воздушно-десантной службы в Воронеже. Служил в Забайкальском военном округе. За участие в боях на реке Халхин-Гол в 1939 году был награждён первым орденом Красного Знамени. В 1941 году окончил Курсы усовершенствования командного состава при Военно-воздушной академии.
На фронтах Великой Отечественной войны с июля 1941 года. Будучи штурманом эскадрильи 135-го ближнебомбардировочного авиационного полка, воевал на Центральном, Брянском и Юго-Западном фронтах, на самолёте Су-2 совершил 75 боевых вылетов. Летом 1942 года переведён на должность старшего штурмана 270-й бомбардировочной авиационной дивизии, а в июне 1944 года — главного штурмана 3-го бомбардировочного авиационного корпуса. Воевал на Южном, 4-м Украинском, 1-м Белорусском фронтах. Участвовал в Киевской оборонительной операции, Сталинградской битве, прорыве обороны противника на реках Миус и Молочная, освобождении Донбасса, Мелитополя, боях в Крыму, ликвидации никопольской группировки противников, Бобруйской операции.
К октябрю 1944 года подполковник Федоренко на самолётах Су-2 и Пе-2 совершил 173 боевых вылета на бомбардировку скоплений войск и техники противника, разведку важных объектов, по проверке результатов бомбовых ударов и по особому заданию командования в расположение боевых порядков наземных войск. Группами под его командованием уничтожено 15 танков, 133 автомашины, 26 железнодорожных вагона, две цистерны с горючим, три орудия, 25 подвод с боеприпасами и продовольствием и около 400 солдат и офицеров врага. В Крымской операции потоплено два транспорта противника общим водоизмещением в 3000 тонн. Участвовал в 35 воздушных боях, в которых один самолёт противника был сбит экипажем Федоренко и один — в групповом бою. Возглавляя штурманскую службу корпуса, подготовил десятки штурманов и лётчиков для пикирующей авиации.
Указом Президиума Верховного Совета СССР от 15 мая 1946 года за образцовое выполнение заданий командования и проявленные при этом мужество и героизм подполковнику Федоренко Николаю Владимировичу присвоено звание Героя Советского Союза с вручением ордена Ленина и медали «Золотая Звезда».
В дальнейшем в составе 8-й воздушной армии он участвовал в освобождении Польши, в Берлинской операции. К концу войны полковник Федоренко совершил 197 боевых вылетов. После войны продолжал службу в Военно-воздушных силах. В 1952 году окончил курсы усовершенствования главных штурманов при Военно-воздушной академии. С 1955 года полковник Н. В. Федоренко — в запасе. Жил в Одессе. Умер 23 декабря 1994 года. Похоронен на 2-м Христианском кладбище в Одессе.
Награждён двумя орденами Ленина, четырьмя орденами Красного Знамени, орденом Александра Невского, двумя орденами Отечественной войны 1-й степени, орденом Красной Звезды, медалями.